# Teócrito (doméstico)
Teócrito (em latim: Theocritus) foi um oficial bizantino do século VI. Serviu como doméstico de Amâncio. Segundo João Malalas, a Crônica Pascoal e Teófanes, o Confessor, era conde. Em 518, Amâncio colocou-o como possível candidato à posição de imperador após a morte de Anastácio I (r. 491–518). Após a eleição de Justino I (r. 518–527), no fim de julho ou durante o mês agosto, Amâncio orquestrou um plano para derrubar o imperador, mas foram descobertos e executados.